# Lučivná
Lučivná (deutsch Lautschburg oder Leutschburg, ungarisch Lucsivna) ist eine Gemeinde im Okres Poprad (Prešovský kraj) im Osten der Slowakei mit 937 Einwohnern (Stand 31. Dezember 2024) in der traditionellen Landschaft Zips. 

## Geographie
Die Gemeinde befindet sich im westlichen Teil des Talkessels Popradská kotlina innerhalb der größeren Einheit Podtatranská kotlina am Flüsschen Mlynica, am Fuße des kleinen Gebirges Kozie chrbty und in Sichtweite der nördlich gelegenen Hohen Tatra.  Das Ortszentrum liegt auf einer Höhe von 767 m n.m. und ist 12 Kilometer von Poprad entfernt.
Nachbargemeinden sind Mengusovce im Nordwesten und Norden, Batizovce im Nordosten, Svit im Osten, Spišská Teplica im Südosten, Šuňava im Süden und Südwesten und Štrba im Westen.

## Geschichte
Lučivná wurde 1321 zum ersten Mal schriftlich als Lutzina erwähnt und wurde nach deutschem Recht gegründet. Im 16. Jahrhundert war das Dorf Besitz der Stadt Kesmark, 1753 kam es zur Familie Várady-Rakmáry und später teilweise Mariássy. Im 18. Jahrhundert gab es in Lučivná eine Poststation und ein Dreißigstamt, dazu einen Kalkbruch. 1787 hatte die Ortschaft 55 Häuser und 472 Einwohner, 1828 zählte man 65 Häuser und 471 Einwohner, die vor allem als Fuhrleute, Kalkbrenner und Schafhirten beschäftigt waren.  
Bis 1918 gehörte der im Komitat Zips liegende Ort zum Königreich Ungarn und kam danach zur Tschechoslowakei beziehungsweise heute Slowakei. 1946 kamen Teile der Ortsfläche zur neu geschaffenen Gemeinde Svit.

## Bevölkerung
| Jahr                | 1994 | 2004     | 2014    | 2024    |
| ------------------- | ---- | -------- | ------- | ------- |
| Anzahl der Personen | 822  | 982      | 993     | 937     |
| Unterschied         |      | +19,46 % | +1,12 % | −5,63 % |

| Jahr                | 2023 | 2024    |
| ------------------- | ---- | ------- |
| Anzahl der Personen | 936  | 937     |
| Unterschied         |      | +0,10 % |

Nach der Volkszählung 2011 wohnten in Lučivná 978 Einwohner, davon 807 Slowaken, sechs Roma, jeweils zwei Magyaren und Tschechen sowie jeweils ein Pole und Ukrainer. 159 Einwohner machten keine Angabe zur Ethnie. 
613 Einwohner bekannten sich zur römisch-katholischen Kirche, 153 Einwohner zur Evangelischen Kirche A. B., 11 Einwohner zu den Siebenten-Tags-Adventisten, drei Einwohner zur griechisch-katholischen Kirche sowie jeweils zwei Einwohner zur orthodoxen Kirche und zur reformierten Kirche. Vier Einwohner bekannten sich zu einer anderen Konfession, 24 Einwohner waren konfessionslos und bei 166 Einwohnern wurde die Konfession nicht ermittelt.

## Bauwerke und Denkmäler
- römisch-katholische Martinskirche im klassizistischen Stil aus dem Jahr 1814
- evangelische Kirche im klassizistischen Stil aus dem Jahr 1815
- Landschloss der Familie Thököly aus dem frühen 17. Jahrhundert, im 19. Jahrhundert großzügig umgebaut

## Wirtschaft und Verkehr
Nördlich des Ortes, zwischen der Eisenbahn und der Autobahn, befindet sich ein auf Lungenkrankheiten spezialisiertes Heilbad.
Durch den Ort passiert die Cesta III. triedy 2343 („Straße 3. Ordnung“) von Važec und Štrba, mit einem Anschluss an die Cesta I. triedy 18 („Straße 1. Ordnung“) östlich des Ortes. Die Autobahn D1 verläuft weiter nördlich mit der Anschlussstelle Mengusovce (Exit 315). Nach dem Ort ist der als Grünbrücke gewidmete Lučivná-Tunnel genannt, zudem liegen Teile des Bôrik-Tunnels auf dem Gemeindegebiet. Die Gemeinde hat einen Bahnanschluss über die Haltestelle Lučivná an der Bahnstrecke Košice–Žilina.